# Pietro Krohn
Pietro Købke Krohn, född 23 januari 1840, död 15 oktober 1905, var en dansk konstnär och museiman. Han var far till Mario Krohn.

## Biografi
Krohn ägnade sig under flera år åt grafisk konst och måleri samt vistades i Italien 1872-78. Han ingick senare vid kungliga teatern i Köpenhamn, dels som kostymledare, dels som operaregissör. Krohn var under flera år ledare för Bing & Grøndahls porslinsfabrik. Han blev 1893 direktör för det nyupprättade Kunstindustrimuseet och utövade där bland annat genom instruktiva utställningen en synnerlien gagnande verksamhet samt åtnjöt anseende som en bland de tongivande i Danmarks konstvärld.

### Vänskap med Albert Edelfelt

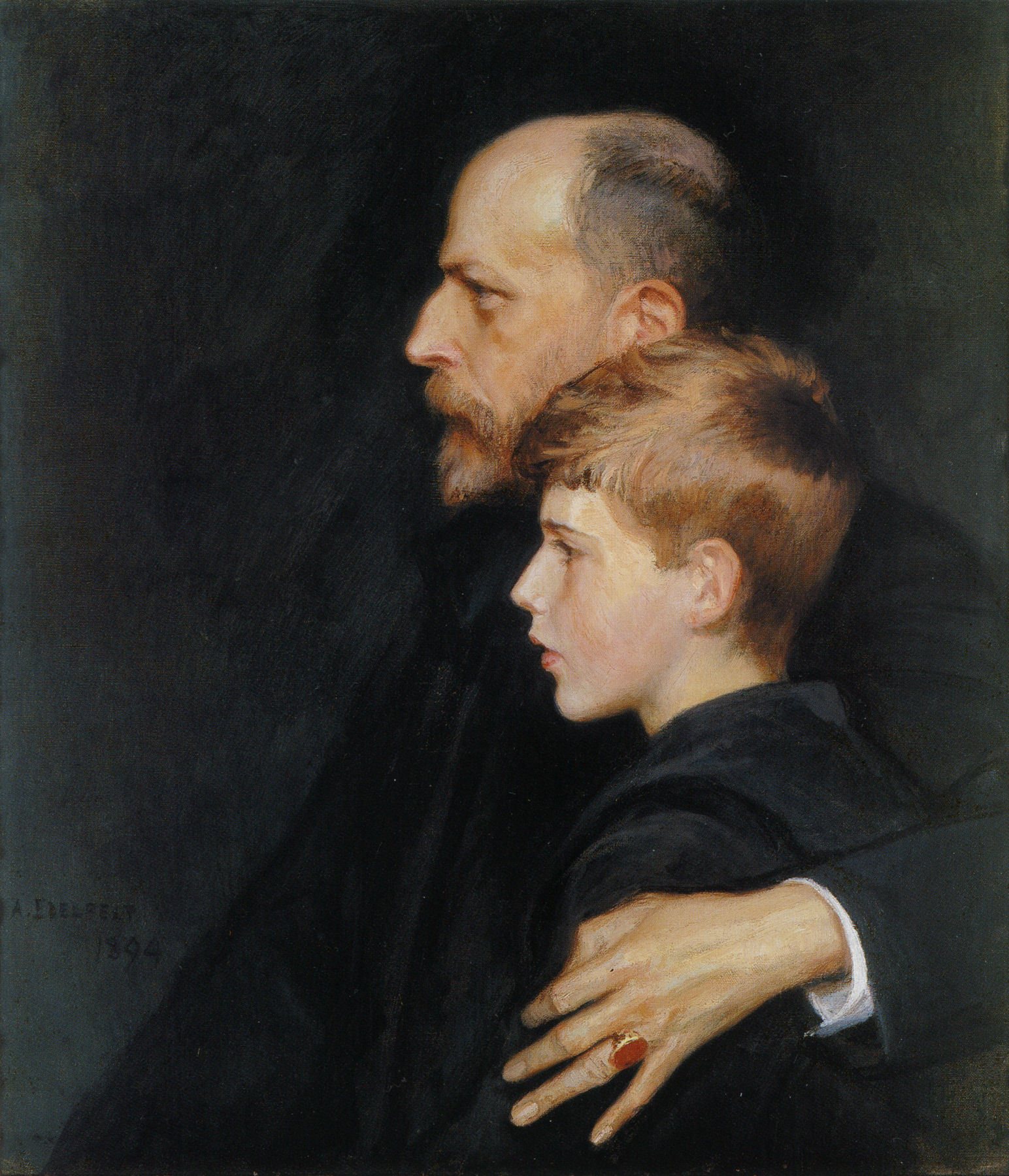
Porträtt av Pietro med sonen Mario målad av Albert Edelfelt 1894.

Krohn och den finlandssvenska konstnären Albert Edelfelt hade en nära vänskap. Krohn bodde en sommar i Edelfelts ateljé i Paris och de två konstnärerna förde en omfattande korrespondens. Edelfelt porträtterade Krohn och hans son Mario år 1894.

## Utmärkelser
- Neuhausenska priset,  1865[7]
- Akademiets stipendium,  1867[7]
- Riddare av Dannebrogorden,  1889[8]
- Professor,  1896[7]
- Dannebrogsmännens hederstecken,  1900[7][8]

[Redigera Wikidata]

### Övriga källor
1. 1 2 3 4 5 6 7 8 9 10  Kunstindeks Danmark, Kunstindeks Danmark-ID: 5313, läst: 18 april 2017.[källa från Wikidata]
2. 1 2  Kunstindeks Danmark, Kunstindeks Danmark-ID: 5313, läst: 9 oktober 2017.[källa från Wikidata]
3. 1 2  RKDartists, RKDartists-ID: 464145, läst: 9 oktober 2017.[källa från Wikidata]
4. 1 2  Benezit Dictionary of Artists, Oxford University Press, 2006 och 2011, ISBN 978-0-19-977378-7, Benezit-ID: B00101427, läs online, läst: 9 oktober 2017.[källa från Wikidata]
5. 1 2  RKDartists, RKDartists-ID: 464145, läst: 18 november 2021.[källa från Wikidata]
6. 1 2  Tjeckiska nationalbibliotekets databas, NKC-ID: jo2016900309, läst: 17 december 2022.[källa från Wikidata]
7. 1 2 3 4 5 6 7 8  läs online, www.kulturarv.dk , läst: 18 april 2017.[källa från Wikidata]
8. 1 2 3 4  Dansk biografisk Leksikon-ID: Pietro_Krohn, läst: 29 augusti 2023.[källa från Wikidata]
9. 1 2  ”Porträtt av Pietro och Mario Krohn”. Albert Edelfelts brev. Elektronisk brev- och konstutgåva. Maria Vainio-Kurtakko & Henrika Tandefelt & Elisabeth Stubb, Svenska litteratursällskapet i Finland. 2014−2020. https://edelfelt.sls.fi/konstverk/975/portratt-av-pietro-och-mario-krohn/.
10. ↑  Vainio-Kurtakko, Maria (2022). Ett gott parti : Scener ur Ellan de la Chapelles och Albert Edelfelts liv. Skrifter utgivna av Svenska litteratursällskapet i Finland. ISBN 978-951-583-557-4. https://www.sls.fi/publications/ett-gott-parti/
11. ↑  ”Pietro Krohn”. Albert Edelfelts brev. Elektronisk brev- och konstutgåva. Maria Vainio-Kurtakko & Henrika Tandefelt & Elisabeth Stubb, Svenska litteratursällskapet i Finland. 2014−2020. http://edelfelt.sls.fi/personer/467/krohn-pietro/.